# الكاهن الأعظم لبني إسرائيل

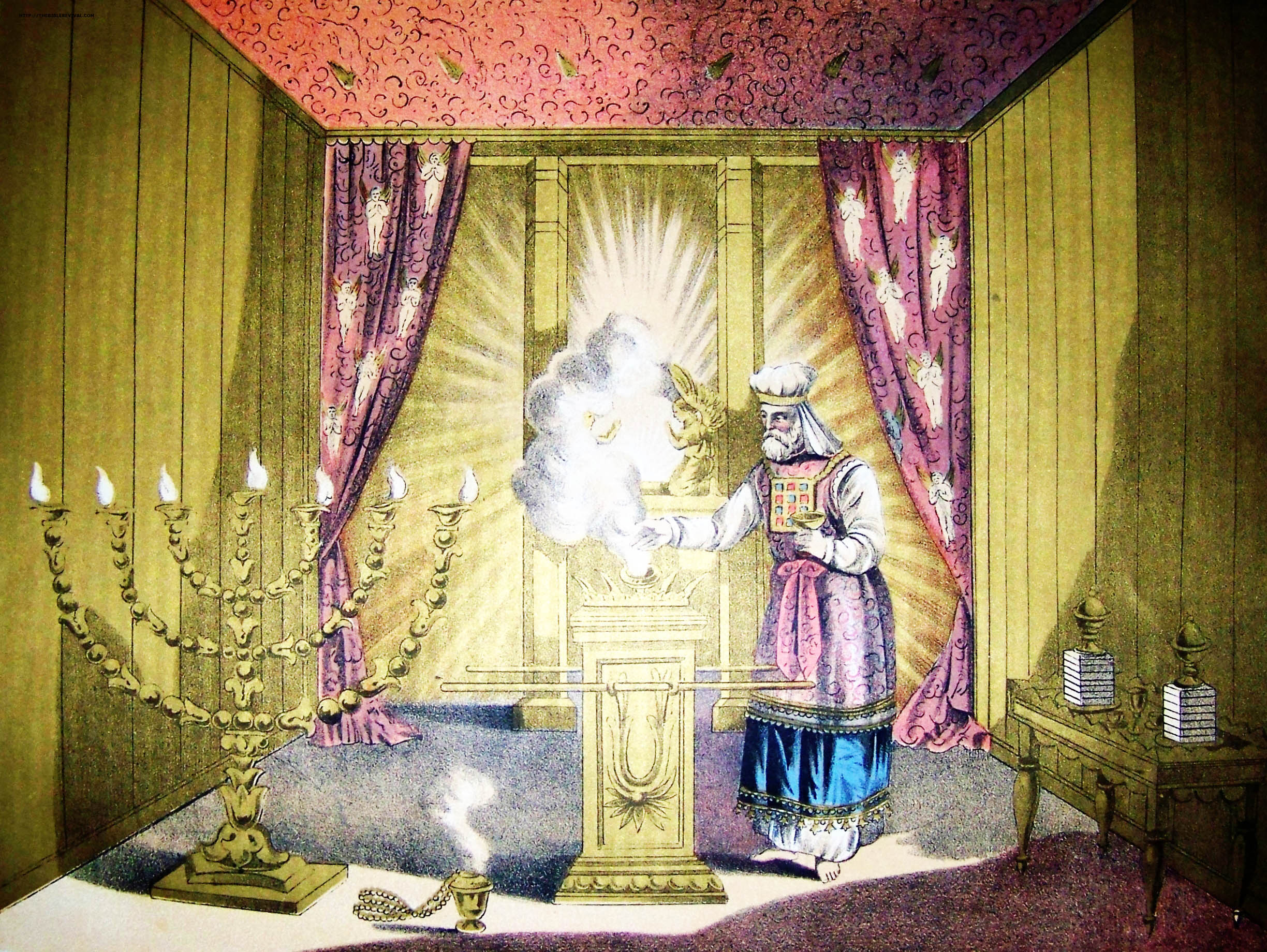
الكاهن الأعظم في قدس الأقداس.

الكاهن الأعظم لبني إسرائيل (بالعبرية: כהן גדול)، هو منصب ديني يهودي بدأ من بداية خروج بني إسرائيل من مصر وحتى تدمير الهيكل الثاني في 70م.
يجب أن ينتهي نسب رؤساء الكهنة إلى النبي هارون الذي يعتقد اليهود أنه أول كاهن أعظم لبني إسرائيل حسب الكتاب المقدس العبري، ثم اشترطوا أن يكون من نسل الكاهن صادوق، وهو كاهن بارز في زمن داود وسليمان. ولكن انتهى هذا التقليد في القرن الثاني قبل الميلاد خلال حكم الحشمونيبن، حيث تقلد المنصب عائلات كهنوتية أخرى لا علاقة لها بصادوق. 

## أسلاف هارون
على الرغم من أن هارون كان أول رئيس كهنة مذكور في سفر الخروج، لكن ذكر لويس غينزبرع في كتابه أساطير اليهود أنه في الأساطير أول من حصل على لقب رئيس كهنة الله هو إخنوخ، ثم خلفه متوشلخ ثم لامك ثم نوح ثم سام ثم ملكي صادق ثم إبراهيم ثم إسحاق ثم لاوي.

## بعد هارون

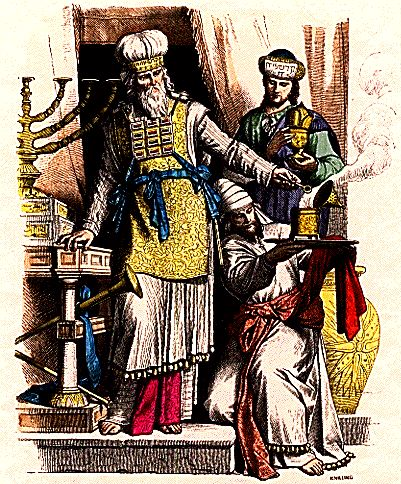
رئيس الكهنة في يهوذا القديمة.

يذكر الكتاب العبري أن خلافة هارون في أحد أبنائه، وستبقى في عائلته. حيث كان ينتقل المنصب عن طريق الوراثة فقط، وإذا لم يكن لديه ابن، فإن المنصب ينتقل إلى الأخ الأرشد.
عيّن هيرودس الكبير ما لا يقل عن ستة كهنة، كما عين هيرودس أرخيلاوس اثنان. كما مارس الحاكم الروماني كيرينيوس وخلفاؤه حق التعيين، وكذلك فعل أغريباس الأول، وهيرودس الخامس، وأغريباس الثاني.
لم يحدد القانون سن الأهلية للحصول على المنصب؛ ولكن حسب التقاليد الحاخامية يجب أن يتجاوز سن الكاهن العشرين. بينما تقلد أرسطوبولس المنصب وهو في السابعة عشرة من عمره عندما عينه هيرودس. وكان على رئيس الكهنة الامتناع عن هتك الطقوس، ويجوز له أن يتزوج عذراء إسرائيلية فقط مع استثناء زواجه من أرملة شقيقه.